# تيريل إيفرت
تيريل إيفرت (بالإنجليزية: Terrell Everett)‏ مواليد 30 يونيو 1984 في تشارلستون، هو لاعب كرة سلة أمريكي. بدأ مسيرته الاحترافية في سنة 2006. يحمل الرقم 23. يبلغ طوله 6 قدم 4 بوصة (1.9 م).

## المسيرة الاحترافية
لعب مع إلان شالون في الدوري الفرنسي في موسم 2006–2007، ثم لعب مع نيمبورك في سنة 2007، ثم لعب مع جاي دي أيه ديجون في الدوري الفرنسي في موسم 2007–2008، ثم لعب مع أوكلاهوما سيتي بلو في سنة 2008، ثم لعب مع إلان شالون في الدوري الفرنسي في موسم 2009–2010، ثم لعب مع إراكليس سالونيك في سنة 2010، ثم لعب مع سيبونا في سنة 2011، ثم لعب مع إسبارن بريمرهافن في الدوري الألماني في موسم 2011–2012.

## روابط خارجية
- تيريل إيفرت على موقع كرة السلة الأوروبية.كوم (الإنجليزية)
- تيريل إيفرت على موقع كلية كرة السلة في سبورتس رفرنس.كوم (الإنجليزية)
- تيريل إيفرت على موقع ريلجم (الإنجليزية)
- تيريل إيفرت على موقع بروبوليرز (الإنجليزية)
- تيريل إيفرت على موقع سبورتس رفرنس (الإنجليزية)
- تيريل إيفرت على موقع سبورتس رفرنس (الإنجليزية)